# 清宫十三朝演义
清宫十三朝演义是民国时期作家许啸天所著的清代历史演义，1926年由五桂堂書局出版，又有多个版本。
为中国传统章回小說形式，共计一百回。第一章“杏花天裡鶯鳴燕唱 布爾湖邊月證山盟”，以佛庫倫启始，第一百章“封閉清宮溥儀走天津　暢談風月全書結總目”，以1924年甲子政變，溥仪被迫離開紫禁城而结束。